# Elazığ repülőtér
Az Elazığ repülőtér (IATA: EZS, ICAO: LTCA) Törökország egyik kisebb jelentőségű nemzetközi repülőtere, amely Elazığ közelében található. Éves utasforgalma 666 724 fő (2022).

## Légitársaságok és úticélok
2023-ban a Elazığ repülőtérről az alábbi járatok indulnak:
| Légitársaság     | Célállomások                                   |
| ---------------- | ---------------------------------------------- |
| AnadoluJet       | Ankara, Istanbul–Sabiha Gökçen                 |
| Pegasus Airlines | Istanbul–Sabiha Gökçen, İzmir Szezonális: Köln |
| SunExpress       | Szezonális: Düsseldorf, Frankfurt, Stuttgart   |
| Turkish Airlines | Istanbul Szezonális: Stuttgart                 |

## Futópályák
A repülőtér futópályái:
- 07/25 (3000 m, 45 m, aszfalt)

## Forgalom
Az utasforgalom az elmúlt években az alábbi módon változott:
| Utasok száma | 119 877 | 344 844 | 470 049 | 681 417 | 895 202 | 895 202 | 1 030 512 | 883 508 | 537 785 | 666 724 |
|              | 2007    | 2009    | 2010    | 2012    | 2014    | 2015    | 2017      | 2019    | 2020    | 2022    |